# 马迪迪怪物
马迪迪怪物（Madidi monster）是一种出没于巴西、秘鲁、玻利维亚的神秘动物，有观点认为马迪迪怪物是幸存的蜥脚类恐龙。

## 历史
1883年，William AE Axon在信件《A Bolivian Saurian》中记录《The Anglo-Brazilian times》在1883年3月24日的一篇报道，大意为在玻利维亚拉巴斯出现一只长12米、身体覆盖鳞片、腿较短、类似巨型蜥蜴的神秘动物，并且该动物已被猎杀。一个未经证实的说法称，神秘动物的尸体被玻利维亚总统下令封存，且该事件亦被《科学美国人》记录。
1953年出版的书籍《The rivers ran east》中记录道：英国中校波西·福西特在巴西-秘鲁边境执行任务时目击一只疑似梁龙的神秘动物。之后波西·福西特将他的经历告知英国作家阿瑟·柯南·道尔，后者根据他的经历撰写了小说《失落的世界》。